# Consiglio europeo per l'innovazione

Bandiera dell'Unione europea

Il  Consiglio europeo dell'innovazione (EIC) (in inglese: European Innovation Council) è una struttura creata dalla Commissione europea per sostenere la commercializzazione di tecnologie ad alto rischio e ad alto impatto nell'Unione europea. È composto da un consiglio indipendente, il suo organo direttivo, composto da membri provenienti dal mondo dell'innovazione (imprenditori, ricercatori, investitori, aziende e altri dall'ecosistema dell'innovazione) e un'agenzia esecutiva, incaricata dell'attuazione. L'EIC è stato lanciato nel marzo 2021 nell'ambito di Orizzonte Europa.
Il suo obiettivo è aiutare ricercatori, start-up e PMI a portare le loro innovazioni sul mercato fornendo finanziamenti, opportunità di networking e partnership e servizi di accelerazione delle imprese. Nella sua ultima forma, il concetto è stato presentato dal commissario europeo per la ricerca Carlos Moedas a metà del 2015.
L'EIC dispone di un budget di 10,1 miliardi di euro per sostenere le innovazioni durante tutto il ciclo di vita, dalla ricerca in fase iniziale, alla prova del concetto, al trasferimento tecnologico e al finanziamento e alla crescita di start-up e PMI e dirige l'Agenzia esecutiva del Consiglio europeo dell’innovazione e delle piccole e medie imprese (EISMEA) con sede a Bruxelles (Belgio).